# 阔叶山麦冬
阔叶山麦冬（学名：Liriope platyphylla）为天门冬科山麦冬属下的一个种。

## 扩展阅读
維基物種上的相關：阔叶山麦冬